# Penestomus planus
Penestomus planus is een spinnensoort uit de familie Penestomidae.
De wetenschappelijke naam van de soort werd in 1902 gepubliceerd door Eugène Simon.